# Distretto di Conduriri
Il distretto di Conduriri è uno dei cinque distretti della provincia di El Collao, in Perù. Si trova nella regione di Puno e si estende su una superficie di 1.005,67 chilometri quadrati.

Istituito il 24 settembre 1993, ha per capitale la città di Conduriri; nel censimento 2005 si contava una popolazione di 4.277 unità.